# S/2004 S 7
S/2004 S 7 é um satélite natural de Saturno. Sua descoberta foi anunciada por Scott S. Sheppard, David C. Jewitt, Jan Kleyna, e Brian G. Marsden em 4 de maio de 2005, a partir de observações feitas entre 12 de dezembro de 2004 e 8 de março de 2005.
S/2004 S 7 tem cerca de 6 km de diâmetro, e orbita Saturno a uma distância média de 20 999 000 km em 1140,24 dias, com uma inclinação de 166° com a eclíptica, em uma direção retrógrada com uma excentriciade de 0,5299.